# Grand Theft Auto: Chinatown Wars
Grand Theft Auto: Chinatown Wars é um jogo eletrônico de ação-aventura desenvolvido pela Rockstar Leeds junto com a Rockstar North e publicado pela Rockstar Games. O jogo foi lançado para o Nintendo DS em março de 2009, PlayStation Portable em outubro de 2009, iOS em janeiro de 2010 e para os dispositivos Android e Fire OS em dezembro de 2014. É o décimo terceiro título da franquia Grand Theft Auto e a primeira entrada da série lançada para consoles portáteis desde Vice City Stories (2006). Situado em uma moderna Liberty City (uma sátira fictícia da cidade de Nova York), a história acompanha o jovem membro da tríade Huang Lee e seus esforços para recuperar uma espada presenteada por seu falecido pai depois que ela foi roubada dele, enquanto inadvertidamente foi pego em uma luta pelo poder entre as tríades de Liberty City.
O jogo foi desenvolvido fundamentalmente para os jogadores terem interações notáveis com objetos no DS e nos sistemas de smartphones através de seus controles touch-screen, enquanto oferece elementos únicos de jogabilidade que não estão presentes nos demais títulos da franquia. O elemento mais notável, a capacidade de comprar drogas de fornecedores e vendê-las a traficantes para ganhar dinheiro, revelou-se controverso após o lançamento do jogo. Apesar disso, o jogo foi aclamado pela crítica.

## Sinopse
O jogador assume o papel de Huang Lee, um jovem de 25 anos, membro da Tríade Chinesa, que é enviado para a Liberty City para entregar uma relíquia de seu pai recém-assassinado: A espada Yu Jian. Antes que pudesse entregar o artefato ao seu tio, o subchefe Kenny Lee, Huang é emboscado no aeroporto por uma gangue, que lhe rouba a relíquia. Agora, Huang não só deve recuperar a espada, como vingar da morte do pai no processo.

## Jogabilidade
Chinatown Wars traz uma apresentação diferente dos jogos anteriores da série. Em vez de uma câmera por trás do personagem ou uma visão por cima do personagem, o jogo visa uma câmera giratória. Por ter sido lançado inicialmente para o Nintendo DS, o jogo possuí um sistema de furtos, missões e mini-games totalmente diferente dos demais jogos da série, como por exemplo, o sistema de Tatuagens e o uso de armas explosivas. Nos níveis de procurado, o jogo apresenta uma nova mudança, que são os carros de polícia, que quando são eliminados o jogador perde uma de suas estrelas de procurado. Nos mini-games mais polêmicos de toda a série, está o mini-game de traficar drogas. Na nova jogabilidade para portáteis, temos um PDA. que tem um sistema de compra de armas pela internet, através da loja Ammu-Nation e o sistema de GPS, além também de um e-mail, em que o jogador recebe missões e até mesmo ofertas em drogas.
Além disso, também foi incluído no jogo uma loja de carros contrabandeados. Esse é o único lugar em que o jogador pode conseguir um tanque-de-guerra, um helicóptero e carros comuns blindados.

## Prêmios
Na Spike Video Game Awards de 2009, Grand Theft Auto: Chinatown Wars ganhou o prêmio de Melhor Jogo Portátil, mas a versão não foi especificada. O jogo foi indicado a três prêmios da GameSpot, em 2009: Jogo do Ano, Jogo DS do Ano e Jogo de Ação do Ano, vencendo o Jogo DS do Ano. Chinatown Wars foi nomeado para Jogo do Ano pela Nintendo Power, bem como Jogo do Ano para Nintendo DS, Melhores Gráficos de Nintendo DS e Melhor Jogo de Aventura.